# Schlacht von Dathin
Frühe Schlachten
Mu'ta – Tabūk – Dathin – Firaz
Arabische Eroberung der Levante
Qartin – Bosra – Adschnadain – Mardsch ar-Rahit – Fahl – Damaskus – Mardsch ad-Dibadsch – Emesa – Jarmuk – Jerusalem – Hazir – Aleppo
Arabische Eroberung Ägyptens 
Heliopolis – Alexandria – Nikiou
Umayyadische Eroberung Nordafrikas
Sufetula – Vescera – Karthago
Umayyadidische Invasion Anatoliens
 und Konstantinopels
Eiserne Brücke – Germanikeia – 1. Konstantinopel – Sebastopolis – Tyana – 2. Konstantinopel – Nikäa – Akroinon
Arabisch-byzantinischer Grenzkrieg
Kamacha – Kopidnadon – Krasos – Anzen und Amorion – Mauropotamos – Lalakaon – Bathys Ryax
Sizilien und Süditalien
1. Syrakus – 2. Syrakus – Feldzüge des Maniakes
Byzantinischer Gegenschlag
Marasch – Raban – Andrassos – Feldzüge des Nikephoros Phokas – Feldzüge des Johannes Tzimiskes – Orontes – Feldzüge Basileios’ II. – Azaz
Seeoperationen
Phoinix – Muslimische Eroberung Kretas – Thasos – Damiette – Thessalonike – Byzantinische Rückeroberung Kretas
Die Schlacht von Dathin war eine kleinere Schlacht zwischen dem Islamischen Kalifat und den christlichen Verbündeten des Oströmischen Reichs im Februar 634, die gleichwohl einen großen Widerhall in der zeitgenössischen Literatur fand. Der Schlacht war ein arabischer Überfall auf das Umland von Gaza vorausgegangen. Der oströmische (Dux und Candidatus) Sergius versammelte ein kleines Truppenkontingent (das Ostreich litt zu dieser Zeit unter Truppenmangel), es könnten vielleicht nur 300 Soldaten gewesen sein, während die arabische Expeditionsarmee über eintausend Mann stark war und von Yazid ibn Abi Sufyan geführt wurde. Diese berittene Armee führte er von seinem Sitz in Caesarea Maritima in die Nähe von Gaza (etwa 125 Kilometer). Die Armeen trafen sich am 4. Februar 634 n. Chr. beim Dorf Dathin. Die Oströmer wurden besiegt und der  Candidatus Sergius wurde getötet. 
Dem beinahe zeitgenössischen Werk Doctrina Jacobi nuper baptizati zufolge feierten die örtlichen Juden den arabischen Sieg, da sie im oströmischen Reich kürzlich Verfolgungen erfahren hatten. 